# أو إس إن موفيز
أو إس إن موفيز (بالإنجليزية: OSN Movies HD)‏ هي قناة ضمن باقة شبكة أوربت شوتايم أنشأت سنة 2012 لتكون أول قناة لأفلام الأكشن والرعب والكوميديا.